# Pogrom w Adenie (1947)
Pogrom w Adenie (1947) – pogrom ludności żydowskiej w Adenie (Jemen), dokonany przez arabskich napastników, 2–4 grudnia 1947 roku. Następstwem pogromu było przynajmniej 82 ofiar śmiertelnych, 76 rannych oraz znaczna dewastacja mienia należącego do społeczności.

## Tło
W 1. połowie XX wieku społeczność żydowska w Adenie liczyła kilka tysięcy mieszkańców (4500 w 1945 r.). W latach 30. dochodziło do sporadycznych, motywowanych religijnie aktów antyżydowskich. W 1932 r. miały miejsce niewielkie zamieszki, zaś w 1933 w trakcie zamieszek w Adenie doszło do przypadków kamienowania i sztyletowania Żydów. Akty te miały jednak relatywnie niewielki zasięg w porównaniu do rozmiaru pogromu w 1947 roku.

## Pogrom
29 listopada 1947 Zgromadzenie Ogólne ONZ przegłosowało rezolucję nr 181 na rzecz podziału Brytyjskiego Mandatu Palestyny na państwo żydowskie i arabskie. W świecie arabskim wybuchła natychmiast fala protestów i pogromów skierowanych przeciwko lokalnym społecznościom żydowskim. Wkrótce po rozpoczęciu protestów 2 grudnia, nieprawdziwa pogłoska o zabiciu dwóch miejscowych dziewczyn z rąk Żyda sprawiła, że demonstracje przerodziły się w masakrę miejscowych Żydów, która trwała 3 dni. 
W trakcie pogromu zamordowano 82 osoby, a 76 zostało rannych. Według raportu przywódcy społeczności żydowskiej S. M. Banina, w dzielnicy Krater zniszczono całkowicie 106 (a częściowo 8) sklepów żydowskich na 170 wszystkich, spalono 30 domów i dwie synagogi. W dystrykcie Szejk Usman splądrowano lub spalono 139 domów i chat oraz 15 sklepów, zaś w dzielnicy Tawahi dodatkowo 8 domów. Jak się okazało, większość napastników była spoza miasta. Wojska brytyjskie nie interweniowały.

## Następstwa
Na skutek pogromu społeczność żydowską w Adenie dotknął kryzys ekonomiczny. Utworzony przez Brytyjczyków komitet śledczy jedynie częściowo zaradził tym problemom. Na początku 1948 roku wspólnota została oskarżona o zamordowanie arabskiej dziewczyny. Kolejne oskarżenia i prześladowania pogłębiały kryzys ekonomiczny i pogarszały atmosferę jemeńskich Żydów. W wyniku tego znaczna część wspólnoty zdecydowała się na emigrację. Pomiędzy czerwcem 1949 a wrześniem 1950 izraelskie siły zbrojne przeprowadziły operację przewozu większości jemeńskich Żydów do Izraela.